# Pensamiento puro
Pensamiento puro es una traducción al inglés de una expresión originalmente atribuida a  Kant y Hegel. Su uso de la contraparte alemana giraba en torno a la cuestión de si el pensamiento puro podía existir sin un objeto o algún material. Hoy existen usos más populares. El uso aquí es que el pensamiento puro es simplemente un proceso, otro término para experimento mental.